# Sungai Kalumpang
Der Kalumpang (malaiisch Sungai Kalumpang) oder Kalumpang River ist ein Fluss im malaysischen Bundesstaat Sabah auf Borneo. Er entspringt im Tawau Hill Park, einer Mittelgebirgsregion nördlich von Tawau und verläuft von dort bis zur flachen Mündung in die Sibuko Bay, die sich ihrerseits zur Celebessee öffnet. In der Mündung liegt die Insel Pulau Kalumpang. Der Sungai Kalumpang verläuft in weiten Teilen auf der Grenze zwischen dem Distrikt Tawau und dem Distrikt Semporna.

## Nutzung
Der Unterlauf des Kalumpang wird zur Kultivierung von Tiger Prawns (Penaeus monodon) genutzt. Eine 80 Hektar große Wasserfläche wird von Romspect Sdn. Bhd. bewirtschaftet, die dem Tropenholz-Tycoon John Nip gehört.